# Venstre (Norge)
Venstre är ett socialliberalt politiskt parti i Norge. Partiledare är sedan september 2020 Guri Melby. 
Venstre är Norges äldsta politiska parti, bildat 28 januari 1884. Under Venstres första period kämpade man främst för religionsfriheten, juryordningen och allmän rösträtt. Partiet representerade främst bondeoppositionen, målrörelsen (jämlikhet mellan bokmål och nynorska) och arbetarrörelsen (fram till Arbeiderpartiet grundades).
Venstre har under sin historia medverkat i flera borgerliga regeringar, men det har under efterkrigstiden haft svårigheter i väljarkåren. Man har haft sex statsministrar, alla före 1935. År 1972 splittrades partiet på grund av oenighet i fråga om Europapolitiken, de EEG-positiva bröt sig ur och bildade Det Liberale Folkepartiet. De båda partierna återförenades 1988.
Åren 1985 till 1993 saknade Venstre helt representation i Norges storting. Åren 2001-2005 hade det endast två mandat, men fick trots detta plats i Kjell Magne Bondeviks koalitionsregering.

## Lista över partiledare
- Johan Sverdrup: 1884
- Ole Anton Qvam: 1884–1889
- Johannes Steen: 1889–1893
- Viggo Ullmann: 1893–1894
- Ole Anton Qvam: 1894–1896
- Viggo Ullmann: 1898–1900
- Lars Holst: 1900–1903
- Carl C. Berner: 1903–1909
- Gunnar Knudsen: 1909–1927
- Johan Ludwig Mowinckel: 1927–1940
- Jacob S. Worm-Müller: 1945–1952
- Bent Røiseland: 1952–1964
- Gunnar Garbo: 1964–1970
- Helge Seip: 1970–1972
- Helge Rognlien: 1972–1974
- Eva Kolstad: 1974–1976
- Hans Hammond Rossbach: 1976–1982
- Odd Einar Dørum: 1982–1986
- Arne Fjørtoft: 1986–1990
- Håvard Alstadheim: 1990–1992
- Odd Einar Dørum: 1992–1996
- Lars Sponheim: 1996–2010
- Trine Skei Grande: 2010–2020
- Guri Melby: 2020–

## Stortingsrepresentanter
Venstre har för mandatperioden 2017-2021 8 ledamöter i Stortinget.
| Representant       | Valkrets       | Kommitté                    |
| ------------------ | -------------- | --------------------------- |
| Abid Raja          | Akershus       | Utbildning och forskning    |
| Trine Skei Grande  | Oslo           | Utrikes och försvar         |
| Ola Elvestuen      | Oslo           | Finans                      |
| Ketil Kjenseth     | Oppland        | Energi och miljö            |
| Carl-Erik Grimstad | Vestfold       | Hälsa och omsorg            |
| Terje Breivik      | Hordaland      | Kontroll och konstutition   |
| Jon Gunnes         | Sør-Trøndelag  | Transport och kommunikation |
| André N. Skjelstad | Nord-Trøndelag | Näringsliv                  |

## Valresultat

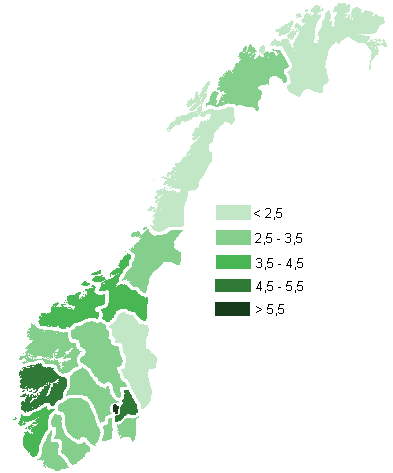
Venstres stöd i olika fylken vid stortingsvalet 2009.

### Stortingsval[3][4]
| År   | Röstandel | Mandat   |
| ---- | --------- | -------- |
| 1885 | 63,4 %    | 84 / 114 |
| 1888 | 41,8 %    | 37 / 114 |
| 1891 | 50,8 %    | 63 / 114 |
| 1894 | 50,4 %    | 59 / 114 |
| 1897 | 52,7 %    | 79 / 114 |
| 1900 | 54,0 %    | 77 / 114 |
| 1903 | 43,0 %    | 50 / 117 |
| 1906 | 45,4 %    | 73 / 123 |
| 1909 | 30,7 %    | 46 / 123 |
| 1912 | 40,2 %    | 76 / 123 |
| 1915 | 33,3 %    | 74 / 123 |
| 1918 | 28,3 %    | 73 / 126 |
| 1921 | 20,1 %    | 37 / 150 |
| 1924 | 18,6 %    | 34 / 150 |
| 1927 | 17,3 %    | 30 / 150 |
| 1930 | 20,2 %    | 34 / 150 |
| 1933 | 17,1 %    | 24 / 150 |
| 1936 | 16,0 %    | 23 / 150 |
| 1945 | 13,8 %    | 20 / 150 |
| 1949 | 13,1 %    | 21 / 150 |
| 1953 | 10,0 %    | 15 / 150 |
| 1957 | 9,6 %     | 15 / 150 |
| 1961 | 8,8 %     | 14 / 150 |
| 1965 | 10,3 %    | 18 / 150 |
| 1969 | 9,4 %     | 13 / 150 |
| 1973 | 3,5 %     | 2 / 155  |
| 1977 | 3,2 %     | 2 / 155  |
| 1981 | 3,9 %     | 2 / 155  |
| 1985 | 3,1 %     | 0 / 157  |
| 1989 | 3,2 %     | 0 / 165  |
| 1993 | 3,6 %     | 1 / 165  |
| 1997 | 4,5 %     | 6 / 165  |
| 2001 | 3,9 %     | 2 / 165  |
| 2005 | 5,9 %     | 10 / 169 |
| 2009 | 3,9 %     | 2 / 169  |
| 2013 | 5,2 %     | 9 / 169  |
| 2017 | 4,4 %     | 8 / 169  |
| 2021 | 4,6 %     | 8 / 169  |